# Hươu đốm
Hươu đốm (Axis axis) là một loài động vật có vú trong họ Hươu nai, bộ Guốc chẵn. Loài này được Erxleben mô tả năm 1777. Loài này được tìm thấy phổ biến ở các khu vực có nhiều cây của Sri Lanka, Nepal, Bangladesh, Bhutan, Ấn Độ, và một quần thể nhỏ ở Pakistan. Loài này có nhiều tên gọi ở Ấn Độ, trong đó có: Chital horin trong tiếng Bengal, Thith Muwa trong tiếng Sinhalese, Jinke ở Kannada, Pulli Maan trong tiếng Tamil và Malayalam, Duppi trong tiếng Telugu, Phutuki Horin trong tiếng Assamese, Haran/Harin trong tiếng Marath, và Hiran trong tiếng Hindi/Urdu (hai tên sau cùng có gốc từ Harini, cùng nguồn gốc tiếng Phạn cho nghĩa 'hươu'). Nó là loài hươu phổ biến nhất trong các khu rừng Ấn Độ. Chital tên xuất phát từ tiếng Bengali Chitral (চিত্রল)/Chitra (চিত্রা), nghĩa là "đốm". Loài hươu này là loài trong chi đơn loài Axis, nhưng chi này cũng đã từng bao gồm 3 loài nay được đặt trong chi Hyelaphus dựa trên bằng chứng gene.
Con đực cao từ 90 cm (35 in) tại vai, với tổng chiều dài 170 cm (67 in), bao gồm đuôi dài 20 cm (7,9 in). Con đực nặng khoảng 30 đến 75 kg (66 đến 165 lb), và hơi lớn hơn con cái, nặng 25 đến 45 kg (55 đến 99 lb). Các con đực lớn ngoại cỡ có thể nặng 98 đến 110 kg (216 đến 243 lb). Tuổi thọ khoảng 8-14 năm.

## Hình ảnh

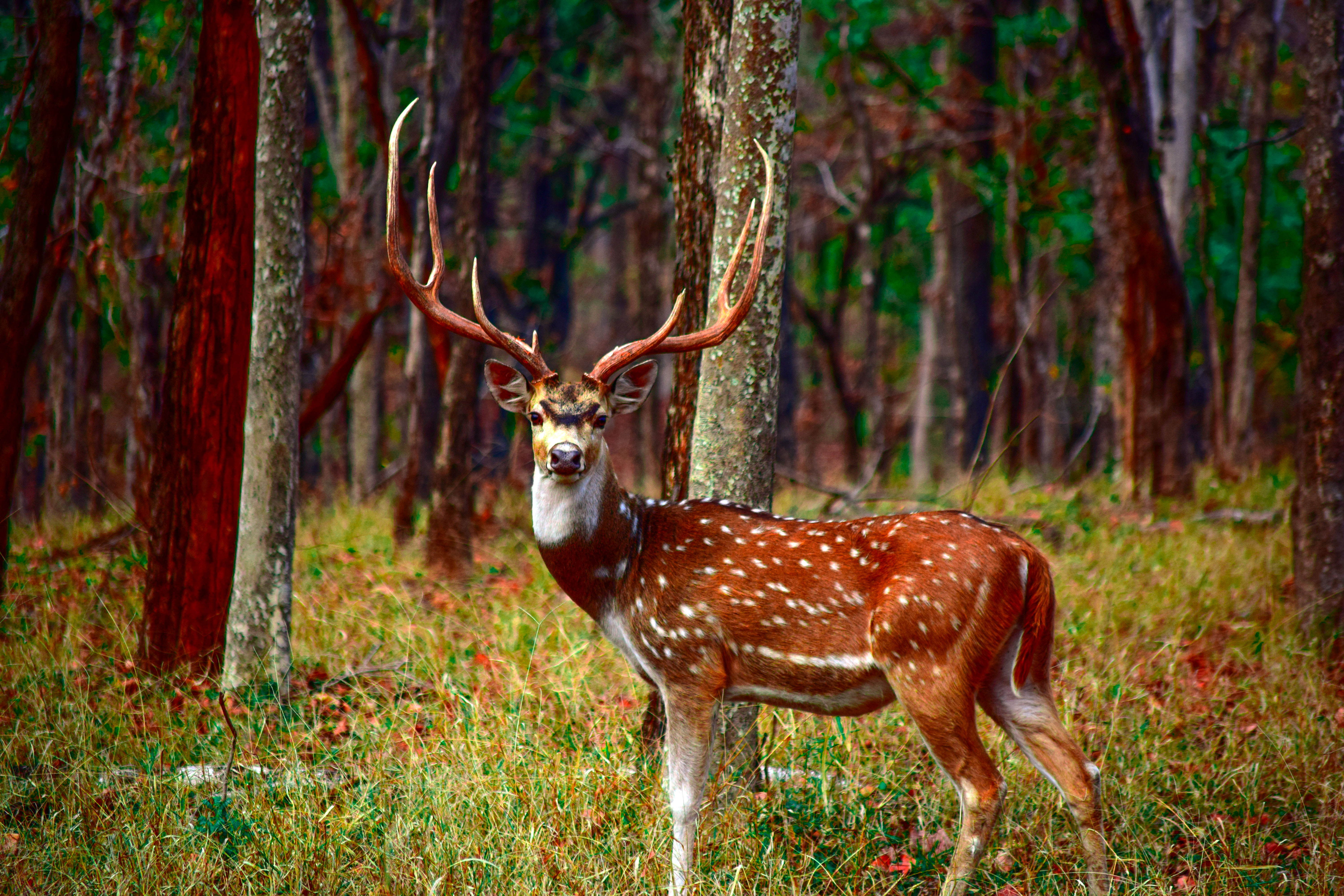
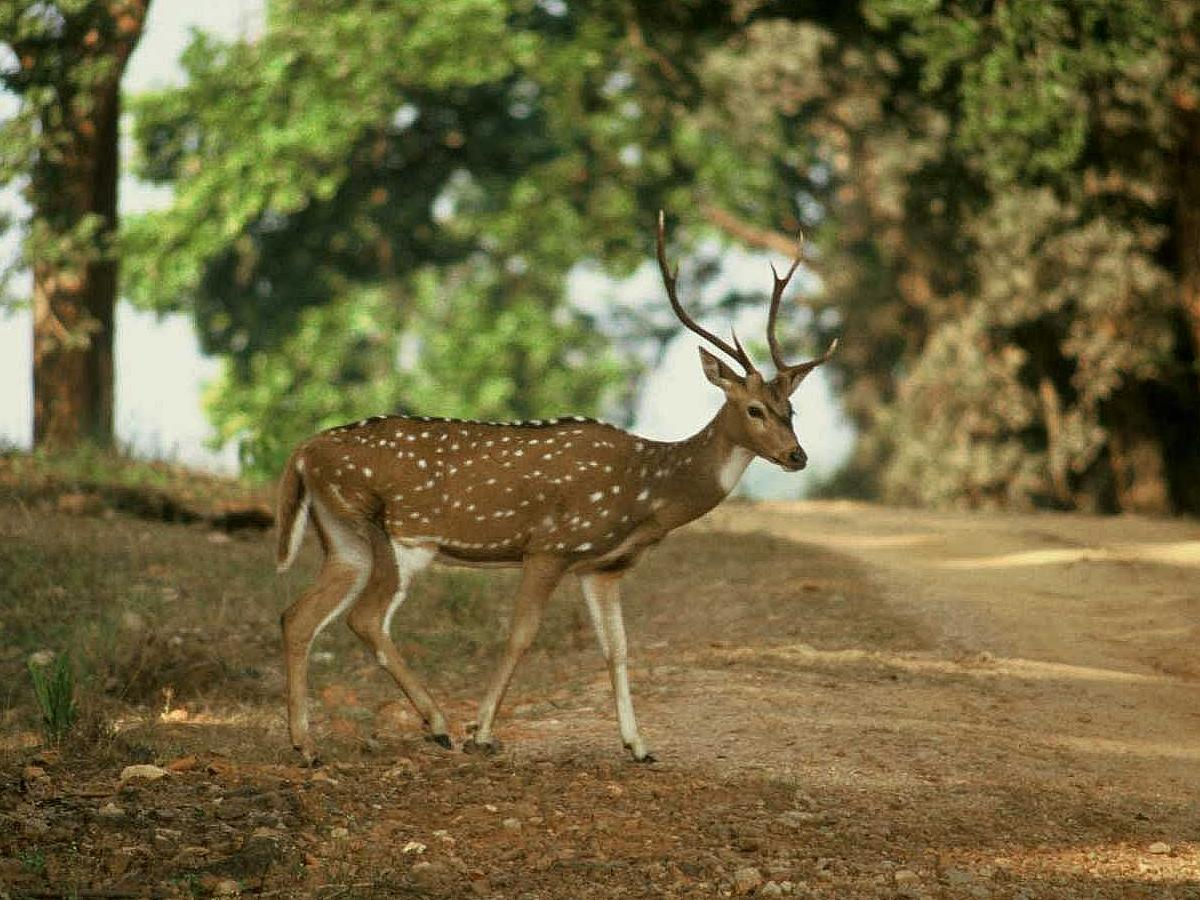
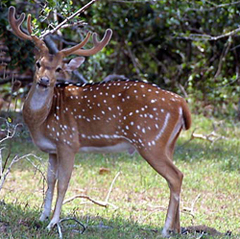
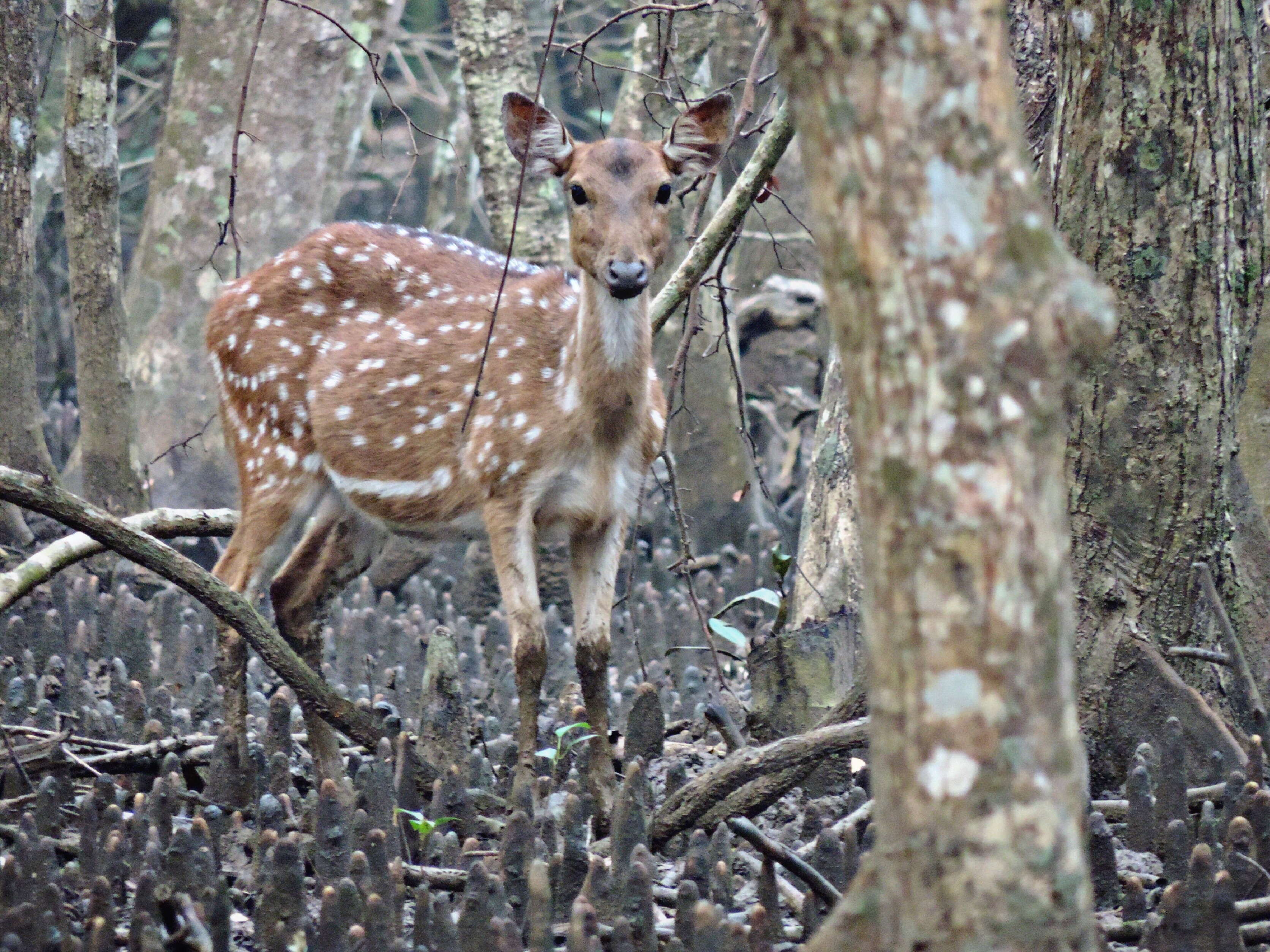
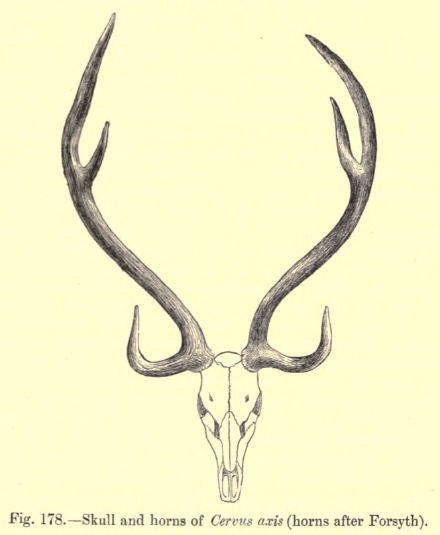